# Пронди (Опольське воєводство)
Пронди (пол. Prądy) — село в Польщі, у гміні Домброва Опольського повіту Опольського воєводства.
Населення — 306 осіб (2011).

## Демографія
Демографічна структура станом на 31 березня 2011 року:
|          | Загалом | Допрацездатний вік | Працездатний вік | Постпрацездатний вік |
| -------- | ------- | ------------------ | ---------------- | -------------------- |
| Чоловіки | 145     | 24                 | 110              | 11                   |
| Жінки    | 161     | 32                 | 103              | 26                   |
| Разом    | 306     | 56                 | 213              | 37                   |